# El Manantial, Campeche
El Manantial är en ort i Mexiko.   Den ligger i kommunen Calakmul och delstaten Campeche, i den östra delen av landet, 1 000 km öster om huvudstaden Mexico City. El Manantial ligger 225 meter över havet och antalet invånare är 352.
Terrängen runt El Manantial är platt. Runt El Manantial är det mycket glesbefolkat, med 7 invånare per kvadratkilometer. Närmaste större samhälle är Ingeniero Ricardo Payro Jene, 9,6 km nordväst om El Manantial. I omgivningarna runt El Manantial växer i huvudsak städsegrön lövskog.